# Древневерхненемецкий язык

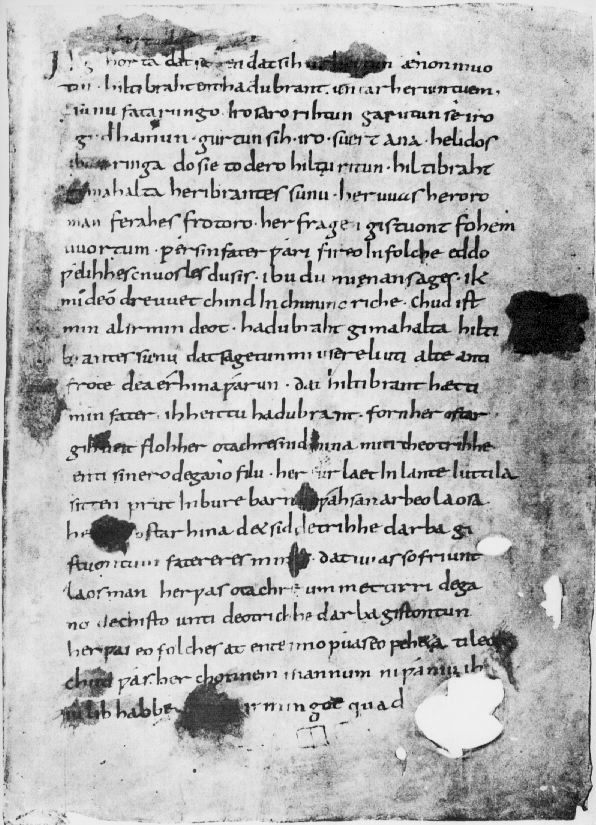
Страница из «Песни о Хильдебранте», текст составлен на древневерхненемецком языке

Древневерхненемецкий язык (нем. Althochdeutsch) — самая древняя засвидетельствованная в письменном виде форма немецкого языка. Охватывает временной период с 750 по 1050 год. Однако следует учитывать, что временные рамки условны, так как изменения в языке по ведущим параметрам хронологически не всегда совпадают. Кроме того, разные исследователи предлагают различные периодизации древневерхненемецкого языка.
Древневерхненемецкий — это не единый и однородный язык, как можно было бы понять из определения, а обозначение для группы восточногерманских диалектов, на которых говорили южнее от так называемой линии Бенрата, проходящей от дюссельдорфского района «Бенрат» (приблизительно в западно-восточном направлении). Эти диалекты отличались от других западногерманских языков или диалектов наличием второго передвижения согласных. В диалектах севернее линии Бенрата (в районе северно-германской низменности и на территории современных Нидерландов) второго передвижения согласных не было. Эти диалекты получили название древнесаксонских (реже древненижненемецких). Из древнесаксонского языка развился средне- и новонижненемецкий.
Так как древневерхненемецкий представлял собой группу близкородственных диалектов, в раннем Средневековье не было единого письменного языка. Древневерхненемецкими памятниками литературы являлись в основном религиозные тексты (молитвы, переводы Библии), несколько западных стихотворений («Песнь о Хильдебранте») или просто надписи, заклинания и т. п.
Для древневерхненемецкого было характерно полнозвучное звучание окончаний, например:
| Древневерхненемецкий | Средневерхненемецкий |
| -------------------- | -------------------- |
| machôn               | machen               |
| taga                 | Tage                 |
| demu                 | dem                  |
| perga                | Berge                |

В X веке в связи с политической обстановкой письменность в общем и составление и фиксирование текстов на немецком языке в особенности пришли в упадок. Возрождение письменности на немецком языке в дальнейшем наблюдается только в 1050 году. Так как письменное наследие XI века существенно отличается по форме звучания и в грамматическом отношении от более ранних текстов, немецкий язык с 1050 года обозначают как средневерхненемецкий.